# Сежана
Сежана (словен. Sežana) — місто, адміністративний центр общини Сежана, Регіон Обално-крашка, Словенія. Висота над рівнем моря: 360,5 м. Розташоване за 17 км від м. Трієста, Італія, і за 80 км від Любляни, столиці Словенії. Сежана є значним пунктом перетину кордону між Словенією та Італією. Це економічній, торговельній, освітній, культурний та медичний центр в красовій області Словенії.

## Історія
Територія міста була заселена ще в доісторичні часи. Слов'янські племена, предки сучасних словенців, вперше оселилися тут в кінці 6 століття н. е. Місце в письмовій формі вперше згадується в 1086 р. Сежана залишалася маленьким і незначним селом до середини 19 століття, коли Австрійська Південна Залізниця, що з'єднує Відень та Трієст, була побудована поруч з ним. У 1500 році село потрапило під панування Габсбургів. Після 1918 року, воно було приєднане до Королівства Італії. Під час Другої світової війни, особливо після 1943 року, ця територія була полем битви між партизанським опором і фашистськими і нацистськими силами Німеччини. У травні 1945 року Сежана була звільнена югославськими партизанами. У період з червня 1945 року по вересень 1947 року, Сежана була у віданні британських і американських армій. У 1947 році вона увійшла до складу Соціалістичної Федеративної Республіки Югославії, а в 1991 році незалежної Словенії.

## Економіка
Багато промислові підприємств розташовані в Сежані, у тому числі великих компаній, а також багато дрібних підприємств. Сежана також є центром туристичної індустрії. Її розташування між Любляною, Трієстом, і Адріатичним узбережжям та наявність багатьох важливих туристичних визначних пам'яток в околицях, таких як Липицька кінна ферма, Постойна печера, Шкоцянські печери, Виленицька печера, і укріплення села Штанєл, зробили Сежану привабливим місцем для туристів. Сежана також є важливим сільськогосподарським центром.

## Галерея

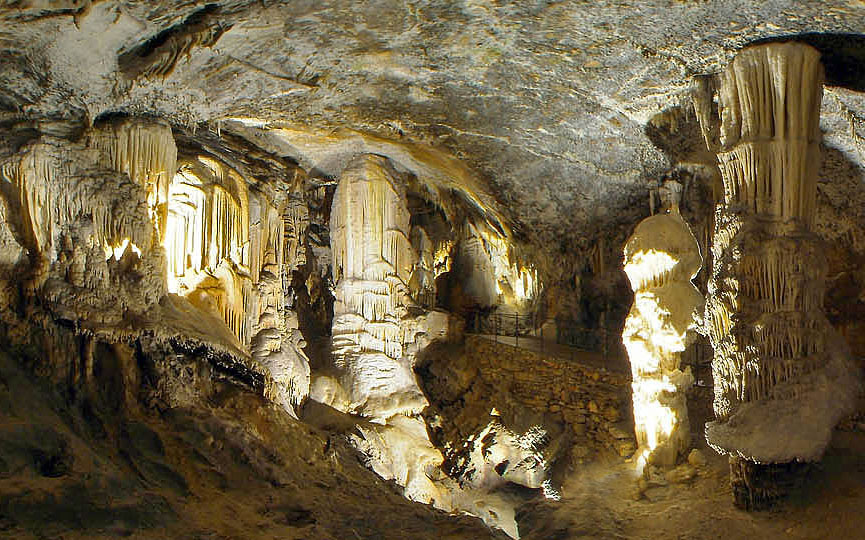
Постойна печера
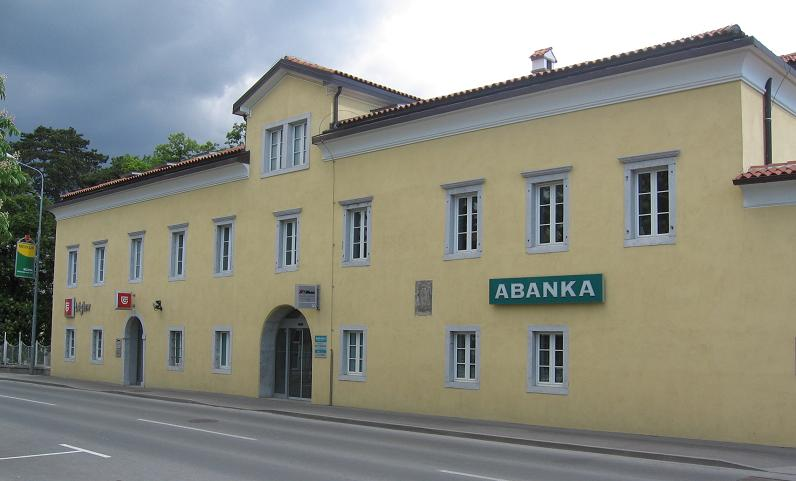
Старий замок
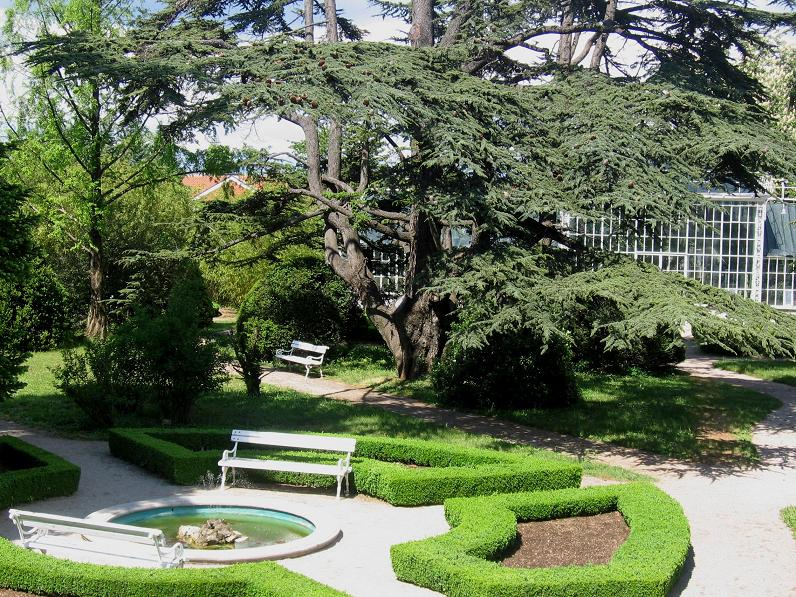
Ботанічний парк в Сежані
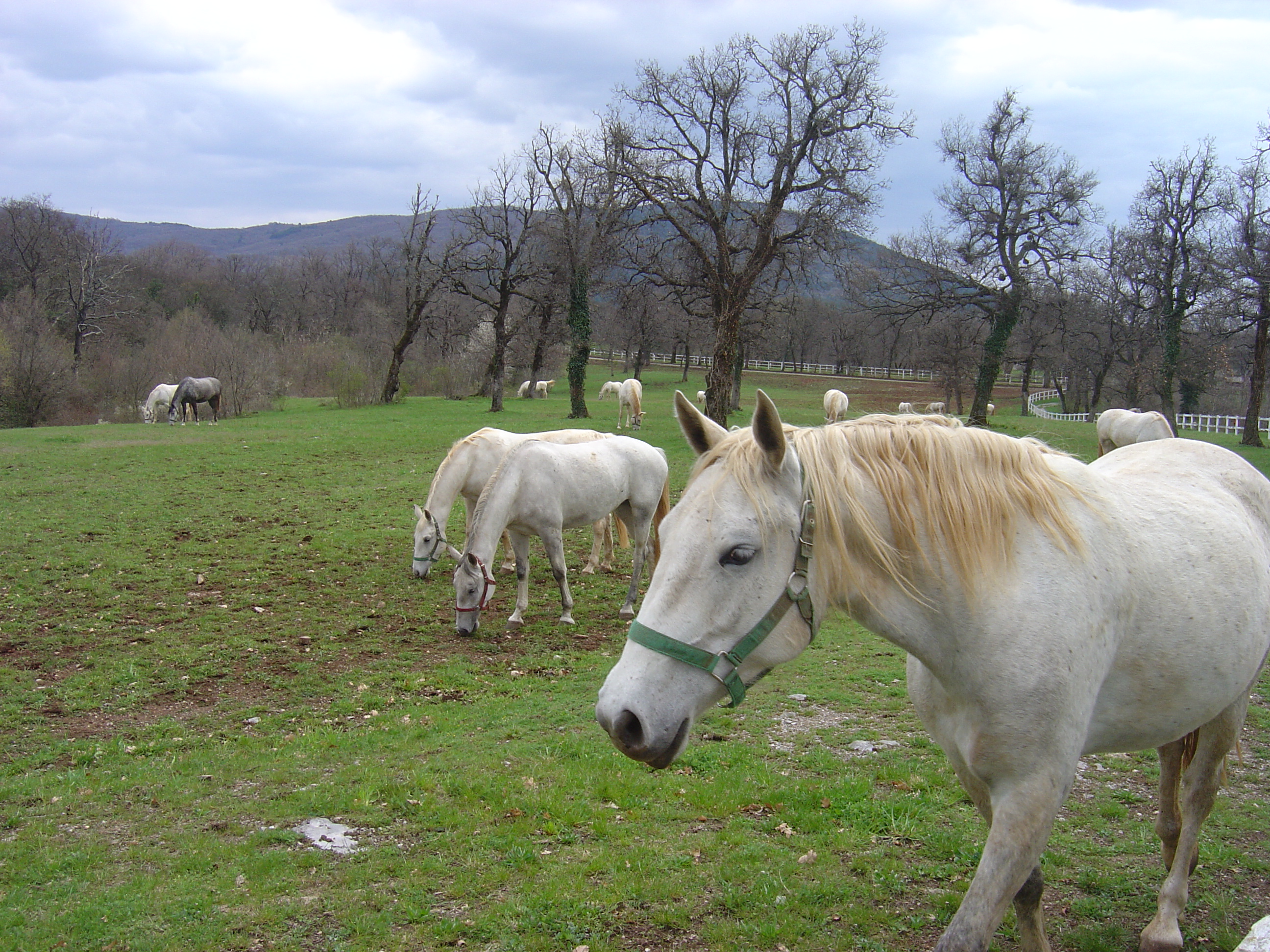
Ліпіцка кінна ферма